# 莫伊谢耶夫卡市镇
莫伊谢耶夫卡市镇（俄语：Моисеевское муниципальное образование）是俄罗斯联邦伊尔库茨克州扎拉里区所属的一个市镇。其下辖有7个居民点，行政中心为莫伊谢耶夫卡。据2016年统计，该市镇的人口为1925人。